# 若松町 (新宿區)
若松町（日语：／ Wakamatsuchō */?）是東京都新宿區的町名。已實施住居表示，不設「丁目」。人口5,230人（2013年8月1日）。郵遞區號為162-0056。

## 地理
大約在新宿區中央。北鄰喜久井町與戶山，東接原町，南連河田町與余丁町，西通新宿七丁目。南部有抜辯天通、北部有大久保通通過。東北部與原町的邊界是夏目坂通。地域內以住宅地為主，也有不少醫院等公共機關。

## 歷史
原屬豐島郡牛込村，江戶時代的1705年，由江戶町奉行所支配，成立牛込若松町。明治維新後，與武家地等合併。1876年與三十人町、原町、市谷河田町部分地區合併，保留大銀杏（賓祥寺一帶）、戶山前（總務省統計局一帶）、川向（東京女子醫大一帶）等小字。1911年去除「牛込」的冠稱。位於新大久保與牛込神樂坂中間的東京都電車通車與戰後高爾夫練習場、柏青哥店等的開設，讓當地居民生活更為便利。之後都電廢止，為本地交通帶來不便，直到大江戶線開通後才改善。

### 地名由來
過去此地的若松（幼松）被用來作為江戶城正月的門松。

### 沿革
- 1868年 - 江戶改稱東亰（とうけい），屬東亰府管轄。
- 1878年（明治11年） - 編入東京府牛込區。
- 1947年（昭和22年） - 編入新宿區。
- 1982年（昭和57年） - 繼承舊町名實施住居表示，原町三丁目部分地區編入。

## 交通
本地有都營地下鐵大江戶線若松河田站。地域北部可利用東京地下鐵東西線早稻田站。大久保通與抜辯天通上的巴士十分便利。

## 設施
- 警視廳第八機動隊
- 總務省第二廳舍（統計局與人事、恩給局等）
- 東京女子醫科大學醫院（西棟、糖尿病中心。本部所在地在道路對面的河田町）
- 東京女子醫科大學校舍（本部一樣在河田町）
- 東京韓國學校
- 新宿區立余丁町小學校

　合氣道本部道場

## 備註
1. ↑  『角川日本地名大辞典 13　東京都』、角川書店、1991年再版、P880
2. ↑  .   [2013-08-10]. （原始内容存档于2014-08-19）.

## 外部連結
- 新宿區役所 （页面存档备份，存于）